# Airopsis
Airopsis Desv. é um género botânico pertencente à família Poaceae, subfamília Pooideae, tribo Aveneae.
O gênero é composto por aproximadamente 25 espécies. Encontradas na Europa e África.

## Sinonímia
- Aeropsis Asch. & Graebn. (SUS)
- Sphaerella Bubani (SUS)

## Principais espécies
- Airopsis globosa (Thore) Desv.
- Airopsis tenella (Cav.) Ascherson & Graebner
- «PPP-Index Lista de espécies»